# Renovatio imperii
 (janvier 2014).

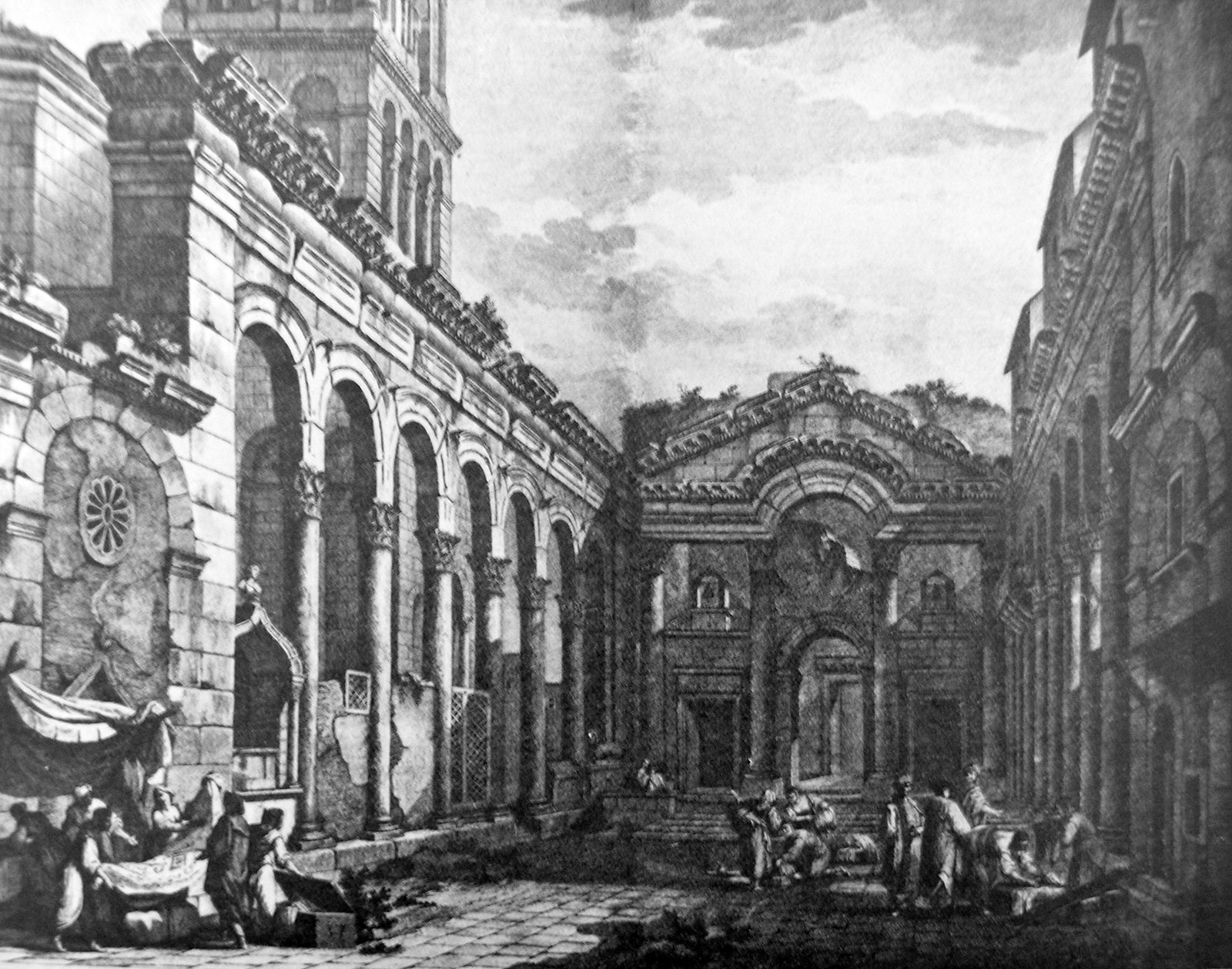
Le péristyle du palais de Dioclétien à Split en Croatie, tel que représenté dans une gravure par Robert Adam en 1764. Lors des conquêtes napoléoniennes, la façade de droite du péristyle sera ornée d'aigles impériaux portant le N de Napoléon, ce dernier considérant le Premier Empire comme continuateur de l'Empire romain.

La renovatio imperii (parfois restauratio imperii ou renovatio imperii romanorum), soit en français « renaissance (ou restauration) de l'Empire », est le projet de rétablissement de l'Empire romain formulé à plusieurs reprises au Moyen Âge.

## Restauration d'un Empire Romain unifié
Le règne de Justinien est marqué par une volonté de restauratio imperii, en visant la reconquête de l'ancien Empire romain d'Occident disloqué par les invasions barbares, afin de retrouver l'unité impériale d'avant Dioclétien. Néanmoins, il importe de préciser que du point de vue des Romains d'Orient, la déposition de Romulus Augustule par Odoacre, marquant de facto la fin de l'Empire romain d'Occident, coïncidait avec la restauration de l'unité impériale, dans la théorie sinon dans la pratique. Les Byzantins ne se sont jamais considérés autrement que comme des Romains (en grec : Ρωμαίοι, Rhōmaioi), seuls à pouvoir légitimement revendiquer ce titre. Eux-mêmes n'auraient pas compris l'appellation de « Byzantin », invention occidentale du XVIe siècle, 100 ans après la chute des derniers reliquats de l'Empire, alors que de surcroît Byzance n'était pour eux qu'une cité grecque défunte de longue date et qu'ils nommaient leur pays βασιλεία τῶν ῥωμαίων (Basileía thōn Rhōmaíōn, à savoir : le Royaume des Romains). Il n'était donc pas besoin de restaurer ce qui n'avait jamais été, à leurs yeux, aboli, du moins plus depuis que les insignes impériaux d'Occident furent transférés à Constantinople en 476.
De ce fait, le concept de « renovatio imperii » appliqué à l'Empire romain sous sa forme byzantine consiste davantage en la mise au pas des nouveaux occupants, considérés de jure comme tributaires de l'empereur, des anciens territoires impériaux, lorsque le basileus en avait l'occasion, qu'en une volonté de s'imposer comme les héritiers d'un Empire défunt qui a pu par la suite être manifestée par Charlemagne ou les suzerains du Saint Empire romain germanique, puisque, ainsi que vu précédemment, les Byzantins ne se considéraient pas comme les successeurs de Rome, mais comme Rome elle-même, et ce même après avoir perdu la Cité éternelle pour de bon.

## Restauration de l'Empire Romain d'Orient
En Russie impériale, les souverains adoptent le titre de tsar. L'origine de ce titre est directement liée au rôle que la Russie considérait avoir comme héritière de l'Empire byzantin et par conséquent, de l'Empire romain, gouverné par les César. Le terme de « tsar » était en effet officieusement utilisé depuis que le grand-prince Ivan III de Moscou avait épousé la princesse byzantine Sophie Paléologue le 12 novembre 1472 en la cathédrale de la Dormition de Moscou. En effet, en épousant la nièce de Constantin XI, il s'imposait comme successeur du Basileus, la chute de Constantinople datant de 1453. Le titre de « tsar » désigne de manière officielle le souverain russe à partir du 16 janvier 1547, jour où Ivan IV le Terrible, auparavant grand-prince de Moscou, est sacré « tsar de toutes les Russies » en la cathédrale de la Dormition à Moscou.

## Restauration de l'Empire Romain d'Occident

### Carolingiens
Échappant aux Byzantins, la couronne impériale échoit finalement à Charlemagne en 800, grâce à son sacre par Léon III, à Rome. L'idée de renovatio imperii est à cette époque complétée par celle de translatio imperii également essentielle dans la pensée médiévale, qui théorise le déplacement du centre de gravité politique du monde d'est en ouest, et en particulier de Rome aux capitales médiévales (comme Aix-la-Chapelle ou Paris). Après le partage de Verdun (843) l'idée de renovatio imperii confond le rétablissement de l'Empire romain et de l'Empire carolingien, conçus comme deux moments modèles d'accomplissement politique et de prospérité. Quant aux Byzantins, si l'impératrice Irène reconnaît vaguement et à contre-cœur le titre d'empereur d'Occident au souverain des Francs, son successeur, Nicéphore, qui s'empare du trône impérial par le biais d'un coup d'État, s'empresse de le lui dénier.
Le sacre de Charlemagne est un des événements marquants de la genèse d'un antagonisme entre un Empire romain oriental qui ne reconnaîtra jamais l'autonomie ni la légitimité de l'Église d'Occident et encore moins celle des souverains se réclamant de l'héritage carolingien, et un Occident catholique qui, de même, se refusera à admettre la romanité d'un Empire qui avait fini par perdre Rome, et l'autorité du Patriarcat œcuménique. La méfiance mutuelle que se voueront les deux mondes chrétiens sera l'un des facteurs les plus décisifs du déclin de l'Empire romain d'Orient, lequel voit sa capitale ravagée en 1204 par les croisés et ne peut guère compter que sur un soutien limité de la part des Occidentaux. De cette haine, on retiendra les paroles emblématiques du dernier amiral de la flotte impériale, Lucas Notaras, qui déclarera : « Plutôt le turban que le chapeau de cardinal ! ».

### Ottoniens
Les siècles suivants voient constamment renaître les projets de renovatio imperii. Le plus abouti est celui des Ottoniens, avec le couronnement d'Otton Ier en 962, puis de ses successeurs Otton II (qui prend le titre d'Imperator Romanorum) et Otton III. Les Ottoniens fondent ainsi le Saint Empire romain germanique.

### Influence durable de la notion
Au-delà de l'utilisation du terme de renovatio (ou restauratio) imperii, l'idée du rétablissement d'un Empire dominant l'Occident participe de certaines ambitions ultérieures, comme celles de Charles Quint, de l'Empire napoléonien, du Reich allemand, ou encore du Troisième Reich au XXe siècle. L'Italie fasciste de Mussolini en offre l'un des meilleurs exemples, où les références à l'Antiquité étaient omniprésentes.